# Cajetan
Cajetan oder Kajetan ist eine Form des italienischen Vornamens Gaetano. Varianten sind Gaetan sowie Gaëtan und Gaétan (französisch).

## Namensträger
- Kajetan von Thiene (1480–1547) war ein Mitbegründer des Ordens der Theatiner, Heiliger der katholischen Kirche

- Cajetan Baumann OFM (1899–1969), Architekt im Franziskanerorden
- Cajetan von Bissingen-Nippenburg (1806–1890), österreichischer Statthalter in Tirol und Venedig sowie württembergischer und deutscher Politiker
- Kajetan Eßer OFM (1913–1978), Franziskusforscher
- Cajetan Felder (1814–1894), österreichischer Rechtsanwalt, Entomologe und Politiker, 1868–1878 Bürgermeister von Wien
- Kajetan Garbiński (1796–1847), polnischer Mathematiker und Politiker
- Cajetan Gerstlacher (* 1698 als Franz Kaspar Gerstlacher; † 1751), römisch-katholischer Geistlicher
- Cajetan Koller (1798–1872), deutscher Arzt und Abgeordneter der Hechinger Landesdeputation
- Kajetan Kovič (1931–2014), slowenischer Dichter
- Kajetán Matoušek (1910–1994), römisch-katholischer Priester, Weihbischof in Prag
- Kajetan Mérey (1861–1931), österreichisch-ungarischer Diplomat
- Kajetan Mühlmann (1898–1958), österreichischer Kunsthistoriker, Nationalsozialist und SS-Führer
- Cajetan Anton Notthafft von Weißenstein (1670–1752), von 1732 bis 1751 Fürstpropst der Fürstpropstei Berchtesgaden
- Kajetan Sołtyk (1715–1788), Priester und Herzog von Siewierz
- Kajetan Stefanowicz (1886–1920), polnischer Jugendstil-Maler
- Kajetan Sweth (1785–1864), österreichischer Freiheitskämpfer und Beamter
- Cajetan von Tautphoeus (1805–1885), deutscher Jurist und Ministerialbeamter
- Cajetan von Textor (1782–1860 in Würzburg), deutscher Chirurg und Hochschullehrer
- Cajetan Toscani (1742–1815), Zeichner und Professor an der Kunstakademie in Dresden
- Cajetan Weiller (1761–1826), deutscher Theologe, Pädagoge und Autor
- Kajetan Weiser (1876–1952), österreichischer Politiker

Zwischenname
- Anton Cajetan Adlgasser (1729–1777), deutscher Komponist und Organist

Pseudonym
- Cajetan, Pseudonym des österreichischen Arztes und Zeichners Anton Elfinger (1821–1864)
- Thomas Cajetan (eigentlich: Giacomo de Vio; 1469–1534), Dominikanergeneral, Kardinal und Theologe, verhörte Martin Luther

Varianten Gaetan / Gaëtan / Gaétan
- Gaëtan Bong (* 1988), kamerunisch-französischer Fußballspieler
- Gaëtan Bussmann (* 1991), französischer Fußballspieler
- Gaëtan Gatian de Clérambault (1872–1934), französischer Psychiater, Ethnologe und Fotograf
- Gaétan Duchesne (1962–2007), kanadischer Eishockeyspieler und -trainer
- Gaëtan Duval (1930–1996), Politiker der Parti Mauricien Social Démocrate (PMSD) aus Mauritius
- Gaëtan Englebert (* 1976), belgischer Fußballspieler
- Gaëtan Haas (* 1992), Schweizer Eishockeyspieler
- Gaëtan Krebs (* 1985), französischer Fußballspieler
- Gaëtan Llorach (* 1974), französischer Skirennläufer
- Gaétan Malo (* 1963), deutsch-kanadischer Eishockeyspieler franko-kanadischer Herkunft
- Gaétan Picon (1809–1882), französischer Wissenschaftler und Erfinder des Aperitifgetränks Picon
- Gaétan Proulx (* 1947), kanadischer Ordensgeistlicher und römisch-katholischer Bischof von Gaspé
- Gaetan Roy (* 1962), kanadischer Wissenschaftler, evangelikaler Prediger und christlicher Musiker
- Gaëtan Voisard (* 1973), Schweizer Eishockeyspieler